# Огарёв, Николай Иванович
Николай Иванович Огарёв (14 [25] октября 1778 — 10 [22] апреля 1852, Москва) — действительный тайный советник, сенатор.

## Биография
Происходил из дворян Саратовской губернии, и 6-летним мальчиком был определен в л.-гв. Преображенский полк. В 1792 году переведен, с чином сержанта, в Семеновский полк, а 29 января 1797 года выпущен к статским делам, с чином губернского секретаря, и определен к делам государственного казначея, где по службе достиг чина коллежского советника (8 апреля 1803 года). В марте 1805 года перешёл в комиссию составления законов редактором; 25 ноября 1806 года пожалован в статские советники, а 24 ноября 1808 года, согласно прошению, был причислен к Герольдии.
1 марта 1810 года поступил в ведение принца Голштейн-Ольденбургского, для особых поручений по управлению Тверской, Ярославской и Новгородской губерниями и по Дирекции путей сообщения. 8 января 1811 года Огареву Высочайше повелено было быть начальником отделения по 2-му разряду, в Экспедиции путей сообщения. 22 марта 1812 года Огарев был причислен к Департаменту министерства юстиции, а 19 ноября того же года назначен за обер-прокурорский стол в 1-е отделение 6 департамента Сената. 6 июля 1813 года Огарев был Всемилостивейше пожалован в обер-прокуроры 4 департамента Правит. Сената. Три года занятий по должности обер-прокурора настолько утомили его, что он был вынужден поехать, для лечения, на кавказские минеральные воды, и пробыл в отпуске до февраля 1819 года. Возвратившись в Петербург, Огарев получил Высочайшее повеление быть обер-прокурором 7 департамента, а в июле следующего был назначен обер-прокурором общего собрания Московских департаментов.
22 августа 1826 года. Огарев был произведен в тайные советники, и тогда же повелено было ему присутствовать в Правительствующем Сенате. 12 сентября 1826 года Огарев был назначен к присутствованию в 8 департаменте Сената; 24 ноября, по Высочайшему повелению, командирован для обревизования Саратовской губернии, в марте 1828 года — Тульской губернии, в феврале 1830 года — Рязанской губернии. 1 июля 1842 года Огарев был произведён в действительные тайные советники, успев получить к тому времени все ордена, до ордена Белого Орла включительно. 23 марта 1845 года, по болезни, был уволен в отпуск за границу на один год; 18 октября Огарев снова вступил в должность первоприсутствующего во 2-м департаменте Сената; 2 декабря того же 1845 года был назначен первоприсутствующим в 7 департаменте Сената, а 1 мая 1847 года, согласно прошению, от службы уволен. 10 апреля 1852 года Н. И. Огарев скончался в Москве.
Историограф Карамзин в одном из своих писем к И. И. Дмитриеву дает, между прочим, следующую характеристику Огарева: «Он дик, неискателен, чувствителен, честен, умен, способен к делам и весьма хорошо пишет… Таких людей у нас немного». И в другом письме Карамзин подтверждает: «Не много в свете таких честных, благородных, и даже умных людей в смысле основательности, а не блеска мишурного». По отзыву А. В. Кочубея, Огарев был человек «просвещенный и деловой, но истинный философ, воспитанный в идеях Вольтера и Ж. Ж. Руссо».

## Семья
Жена  —  Елизавета Сергеевна Новосильцева (13.11.1786—05.02.1870), родная племянница Н. Н. Новосильцева; дочь Сергея Николаевича и Варвары Филипповны Новосильцевых. Славилась своей красотой, умом и образованием, увлекалась поэзией и сама была не раз воспета в стихах А. С. Пушкина, П. А. Вяземского и И. И. Дмитриева. Умерла от воспаления легких в Петербурге, похоронена в Александро-Невской лавре. Дети:
- Ирина Николаевна (31.10.1806—31.03.1831), замужем за Всеволодом Яковлевичем Аплечеевым.
- Николай Николаевич (21.08.1810[4]— ?)
- Александра Николаевна (16.03.1819—16.11.1879), фрейлина двора (с 31.12.1836), замужем  (с 23 мая 1843 года) за конногвардейским ротмистром (впоследствии полковником) Фёдором Ивановичем Ильиным. По словам барона М. Корфа, «Ильин был влюблен в Огареву в течение пяти лет и тщетно просил её руки, пока, наконец, тщетное ожидание другой партии и начинающееся старение девицы вынудили дать согласие»[5]. Скончалась скоропостижно в Риме от аневризмы в сердце, похоронена там же на кладбище Тестаччо.